# Jackson Showalter
Jackson Whipps Showalter (5 febbraio 1860 – 5 febbraio 1935) è stato uno scacchista statunitense.
Showalter fu 5 volte campione statunitense di scacchi, nel 1890, 1892, 1892–1894, 1895–1898 e 1906–1909.  Vinse il campionato U.S.A. vincendo contro Solomon Lipschutz (2 volte), Max Judd, Emil Kemény e John Barry; perse, invece, il titolo al termine delle partite giocate contro Solomon Lipschutz, Max Judd, Harry Nelson Pillsbury e Frank Marshall.